# Teatro anatômico de Pádua
O Teatro anatômico de Pádua, norte da Itália, é o primeiro teatro anatômico permanente do mundo.  Ainda preservado no Palazzo del Bo, foi inaugurado em 1595 por Girolamo Fabrici de Acquapendente, segundo o projeto de Paolo Sarpi  e Dario Varotari .  Este teatro constituiu o modelo para os teatros anatômicos construídos durante o século XVII nas principais universidades da Europa : todos teriam sido baseados no arquétipo paduano.  É o emblema de um período de grande sucesso para a Universidade de Pádua, e é considerada uma das conquistas mais importantes para o estudo da anatomia durante o século XVI.

## História de fundo

### A fundação: Pádua e a tradição das dissecações
1222. Mestre Giovanni Rusca de Como, potestado de Pádua. Neste período o estúdio de Bolonha foi transferido para Pádua, e no dia posterior ao Natal houve um grande terremoto.
Esta legenda atesta a data de fundação, tradicionalmente aceita para as origens da Universidade de Pádua. 
Os eventos que levaram à construção do teatro podem ser datados do século XIII, quando Pietro d'Abano realizou a primeira autópsia que temos registros em Pádua.
Pietro d'Abano (c.1250- c.1315), foi chamado a Pádua de Paris como professor de Medicina, Filosofia e Astrologia Judicial . Seus primeiros estudos em Constantinopla permitiram-lhe traduzir algumas das obras de Galeno do grego para o latim: graças ao seu trabalho, a fama do Studium espalhou-se rapidamente pela Itália . 
É interessante notar que em Pádua já existia uma prática de dissecação bem estabelecida desde o final do século XIII. Na verdade, uma lenda tradicional conta a história do coração do homem avarento encontrado em uma cesta por Santo Antônio ; o coração é descrito de forma científica, e isso mostra como a observação direta dos cadáveres já era considerada essencial. 
No século XV, a escola de Pádua, como outras, tinha três cadeiras fundamentais de medicina: medicina teórica, medicina prática e cirurgia . Embora se esperasse que o professor de cirurgia atuasse como incisivo nas demonstrações anatômicas, somente no final do século XVI ele foi formalmente encarregado do ensino de anatomia. 

### A primeira dissecação pública europeia
Em 1404, durante a sua estada em Viena, Galeazzo di Santa Sofia empreendeu a primeira dissecação pública solene, uma prática que ele obviamente tinha visto e realizado pela primeira vez em Pádua.
Moritz Roth, o grande estudioso de Versalius observa:
Se pensarmos que a primeira dissecação que  ocorreu em Viena foi conduzida por um professor de Pádua, temos a impressão que no décimo quinto século, Pádua havia alcançado o nível de Bolonha, se não superado. }}

### Alessandro Benedetti e seu teatro temporário
A virada teria acontecido graças à contribuição de Alessandro Benedetti, um anatomista italiano: em 1514, Anatomice sive historia corporis humani, a principal de suas obras, foi reimpresso em Paris. Isso permitiu a difusão de suas diretrizes para a construção e organização de um teatro anatômico temporário de madeira, que o próprio Benedetti utilizou e apoiou. Segundo ele, a anatomia deveria ter sido capaz de tornar a medicina uma ciência mais evidente. Na verdade, a observação direta estava se tornando ainda mais importante do que os estudos teóricos. 

### De Vesalius ao teatro anatômico

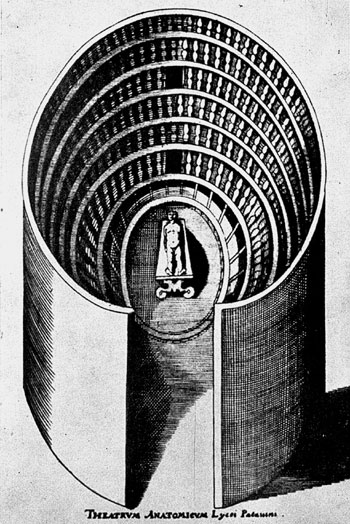
Desenho do teatro anatômico

Nessa atmosfera estimulante, Andreas Vesalius, um anatomista flamengo, veio a Pádua (1537-1538) e escreveu De humani corporis fabrica libri septem, no qual introduziu o método demonstrativo na medicina. Isso implicava um envolvimento ativo no estudo da anatomia, agora baseado na observação direta e verificação de teorias: daí em diante, tornou-se um hábito dos alunos não apenas ler livros, mas também abordar fisicamente os assuntos. 
Desde o final da década de 1530, quando Vesalius assumiu a cadeira de Cirurgia, as dissecações eram realizadas em cadáveres de criminosos mortos, mas também em macacos e cães, em um teatro anatômico temporário de madeira.  Além disso, Vesalius publicou sua primeira Tabulae anatomicae, desenhada junto com um estudioso de Ticiano . Desse modo, o De humani corporis fabrica, já mencionado, tornou-se uma verdadeira obra de arte, em que o texto foi enriquecido com representações detalhadas de corpos dissecados.  De acordo com a antiga tradição que acabamos de descrever, parece quase natural que o primeiro teatro anatômico permanente foi construído em Pádua.
É importante destacar também que sua construção está vinculada a Fabrici d'Acquapendente, fisiologista italiano, que durante cinquenta anos ocupou a cadeira de cirurgia e anatomia no Padua Studium. De fato, Fabrici, em continuidade com seus antecessores, como Benedetti e Vesalius, apoiava fortemente a abordagem prática da anatomia como meio de eficácia no estudo do assunto. 

## Arquitetura e principais reformas
A arquitetura do teatro lembra um funil: é um cone invertido inserido em um cilindro, disposto em degraus para receber os alunos. 
Em 1739, Charles de Brosses observou que o teatro:
Foi construido como uma roda,onde mais de  quinhentos estudantes podiam sentar para observar as aulas
Essa ideia de poço, provavelmente muito apertado, foi retomada em 1827, quando em diferentes documentos de arquivo se sugeria que as aulas para o aluno de Medicina e as de Cirurgia deveriam ser separadas. 

### Século dezenove
Na origem, o teatro foi construído em dois andares sobrepostos, sendo a entrada no primeiro, que era uma galeria aberta. Em 1822, a primeira intervenção envolveu a construção de uma nova sala e a dotação de um novo equipamento.  No mesmo período, as renovações envolveram também a construção de uma cobertura diferente com uma clarabóia de cinco metros, de forma a adaptar a divisão à luz do dia. Na verdade, antes o teatro não era iluminado pelas oito janelas nas paredes, devido aos inúmeros lances de escada que obscureciam a luz do sol.
Além disso, em 1841, o reitor da Universidade exigia uma melhoria no armazenamento dos cadáveres: em um ano, foi transformado em um terraço de madeira, usado para colocar ossos. Nos anos seguintes, o professor Francesco Cortese apontou pequenas mudanças, como a elevação do piso, o branqueamento das grades e a instalação de uma nova escrivaninha, dotada de mecanismo de levantamento simples. 
Em 1845, faltavam consertar detalhes fundamentais: relacionavam-se essencialmente com a ventilação, problema claramente ligado à presença de cadáveres, cujo cheiro tornava o ar irrespirável. Falando nisso, o reitor da Universidade escreveu também sobre a situação da temperatura: "os raios de sol aquecem o teatro, de modo que não pode ficar ". Devido ao vento, “ o telhado deixou a chuva cair abundantemente ”.  Finalmente, 13 de fevereiro de 1848 foi a data oficial do encerramento das obras.
No entanto, em 1872, o teatro perdeu sua função, pois a escola de medicina foi transferida para o antigo convento de St. Mattia. Nesta situação, o teatro mudou também parte do seu aspecto: por exemplo, o telhado foi demolido por razões de segurança e reconstruído sem a clarabóia, que agora já não serve para as aulas. 

### A sobrevivência no século passado
Desde o início do século passado, o problema vinculado a uma possível reorganização do teatro esteve muito presente no debate acadêmico. Diferentes projetos foram propostos, mas o arranjo atual foi realizado por obras do arquiteto Fagiuoli e do engenheiro Ronca. Além disso, é importante sublinhar que o arquitecto Giò Ponti tem o mérito da reestruturação dos espaços interiores, dando assim o aspecto actual ao edifício. 
Por fim, cabe destacar que hoje o teatro mantém sua forma original de funil, no que se refere à sua real função.

## Valor e Simbolismo
Sabe-se que as dissecações eram realizadas pelos professores em suas casas particulares ou de seus alunos até o século XVIII, mesmo após a introdução dos teatros de anatomia. Isso mostra que o aumento de alunos mais do que a necessidade de equipamentos de ponta levou à construção do teatro. 
As aulas de anatomia eram motivo de orgulho para a Universidade. A possibilidade de observar e vivenciar uma verdadeira dissecação deixou os alunos exultantes. Eles não podiam tomar notas, mas apenas aprender observando. A forma típica de funil tinha a função de usar a experiência prática como meio para descobrir o homem. Na verdade, parece que sua forma projeta o olhar dos alunos para os aspectos mais profundos da anatomia humana.  Além disso, é interessante que no teatro os que seguravam a cadeira deviam estar abaixo dos alunos, trabalhando perto deles, e não sobre uma mesa iminente sobre eles. 
Além disso, as aulas de anatomia eram as únicas práticas no estudo da medicina, e o teatro fazia com que parecessem uma verdadeira cerimônia.  O teatro também está ligado ao número sete. Seus anéis, sete em número, podiam ser recolocados nos sete céus do Empireum, ou nos sete fossos do Inferno da Comédia de Dante . 

## Sitografia
- «Teatro Anatomico». Università degli Studi di Padova. Consultado em 12 de dezembro de 2017
- «The Anatomical Theatre at the University of Padua». www.venetoinside.com (em inglês). Consultado em 14 de dezembro de 2017